# Will Bynum
William "Will" Bynum (ur. 4 stycznia 1983 w Chicago) – amerykański koszykarz, występujący na pozycji rozgrywającego.
W sierpniu 2005 roku podpisał umowę z klubem Boston Celtics, został zwolniony w październiku jeszcze przed rozpoczęciem sezonu. Dołączył wtedy do zespołu Roanoke Dazzle, który wybrał go nieco wcześniej, z numerem 5 w drafcie do NBADL.
W 2006 roku został wybrany do D-League przez zespół Bakersfield Jam z numerem 8 – 2006 NBADL Expansion Draft.
W lipcu 2008 roku był przez kilka dni zawodnikiem włoskiego Virtusu Bolonia, po czym znalazł zatrudnienie w Detroit Pistons. W październiku 2014 roku został wytransferowany do Boston Celtics, którzy to zwolnili go po zaledwie 10 dniach. W grudniu podpisał umowę z chińskim zespołem Guangdong Southern Tigers, natomiast już w marcu stał się zawodnikiem Washington Wizards.
20 stycznia 2018 został zawodnikiem tureckiego Yeşilgiresun Belediye.

## Osiągnięcia
Stan na 29 marca 2018, na podstawie, o ile nie zaznaczono inaczej.
NCAA
- Zaliczony do:
  - I składu turnieju:
    - ACC (2005)
    - NCAA Final Four (2004 – przez AP)[3]
    - Coaches vs. Classic (2002)

NBA
- Lider play-off w skuteczności rzutów wolnych (2009 – wspólnie z Danielem Gibsonem)[4]

Drużynowe
- Mistrz ligi izraelskiej (2007)
- Wicemistrz:
  - Euroligi (2008)
  - ligi izraelskiej (2008)
- Finalista pucharu Izraela (2008)

Indywidualne
- Debiutant Roku D-League (2006)
- Zaliczony do I składu All-D-League (2006)
- Lider:
  - strzelców:
    - D-League (2006)[5]
    - finałów Euroligi (2008)

  - D-League w łącznej liczbie:
    - celnych rzutów wolnych (2006 – 260)[5]
    - strat (2006 – 165)[5]
- Zawodnik miesiąca D-League (styczeń 2006)
- Uczestnik meczu gwiazd chińskiej ligi CBA (2015, 2016)